# 關鍵格
關鍵格（英語：Key frame、Keyframe）是指在動畫和電影製作中繪製所有平滑變換中所必須定義的起點和終點，又稱作畫格、關鍵影格、關鍵幀，因其時間點符合影片畫格的原則。關鍵格的序列定義了觀眾將會看到哪些動作，雖然在影片、視訊或動畫上的關鍵格位置限定了動作的時機掌握。由於每秒僅有二到三格的關鍵格並不能產生運動錯覺，其餘需要補滿的畫格就稱作「中間格」（inbetweens）。

## 傳統動畫的關鍵格
在傳統手繪動畫的工作流程中，資深畫家或關鍵格畫家會先繪製關鍵格，然後將經測試通過的草圖動畫轉交給助理。助理會進行清理（clean-up）並加入必要的「中間格」。在較大型的工作室裡，只會稍微詳細地進行動作的細分，然後再轉交給助理，「中間格人員」就完成他的工作了。

## 電腦動畫的關鍵格

### 關鍵格的運用
電腦動畫的工作流程和傳統流程大致相同。動畫師會先建立重要的畫格序列，然後用軟體補充間隔。例如，在Adobe Flash中，動畫師可詳述在關鍵格中物件的起點和終點位置。Flash平滑的轉換從起點到終點的物件，這部分稱為補格（tweening）。動畫師可修正任何時間點的效果，反覆移動關鍵格以改善動作的時機掌握和動力學，或將「中間格」改成關鍵格，以進一步微調動作。

### 完全不同的方法

完全以關鍵格所創作的簡單動畫。注意，動畫缺乏平滑性，因為每個畫格皆完全獨立於其它畫格。

還有一個完全使用關鍵格的動畫手法。與補格（tweening）相反，電腦動畫中的每一個畫格皆由創作者直接修改或操控，而不使用補格。這個手法類似於傳統動畫的繪製，且為希望完全控制動畫的畫家所愛用。

## 視訊編輯的關鍵格
在視訊壓縮中，關鍵格即不參考其它畫格任何影像所編碼的畫格，也就是在這一畫格中便含有整個影像。這部分也常涉及到節點畫格或I-畫格。它可給一個以上的中間畫格從先前的關鍵格計算出來。
在非線性數位視訊編輯中，除了視訊組成（compositing）軟體以外，關鍵格即用來標示改變的開始或結束的框格。例如，可設置關鍵格以標示這一點的音效將會漸強或漸弱到某一等級。

## 更深層的範例
如上所示，關鍵格定義了所有平滑轉換的起點和終點。思考以下範例：

### 應用於運動
一個物件將從畫格的左上角移動到右下角。動畫中的第一個關鍵格的物件在畫格的左上角，另一個關鍵格的物件則在右下角。每一幅中間格都會取插值以平滑過渡。

應用於運動的關鍵格
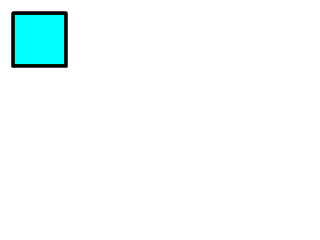
關鍵格的起點
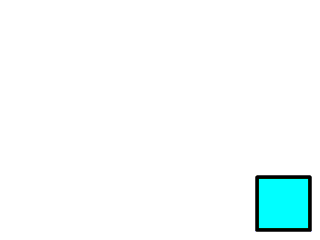
關鍵格的終點
完成的動畫

### 應用於變形
對於形狀的漸變，第一個關鍵格是原本的形狀，最終的關鍵格則是變形後的形狀。不過關鍵格並不能精確定義形狀的漸變過程。在Adobe Flash中，可為兩張圖片加上形狀提示，提供給程式較佳的內插方向。

「不使用」形狀提示的變形
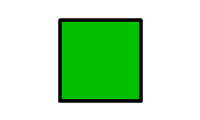
關鍵格的起點
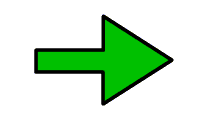
關鍵格的終點
完成的動畫

「使用」形狀提示的變形
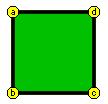
關鍵格的起點
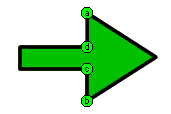
關鍵格的終點
完成的動畫

### 應用於漸變色
當一個物件平滑改變自己的顏色時，就可以關鍵格定義動畫，一開始先顯示原本的顏色，數秒後顯示最終的顏色。

應用於漸變色的關鍵格
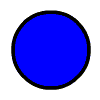
關鍵格的起點
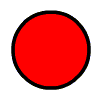
關鍵格的終點
完成的動畫